# Qualificazioni alla Coppa del Mondo di rugby femminile 2014
Le qualificazioni alla Coppa del Mondo di rugby femminile 2014 si tennero tra il 3 febbraio 2012 e il 7 settembre 2013 e videro la partecipazione di 17 squadre nazionali che si affrontarono in tornei di qualificazione su base geografica.
Alla Coppa del Mondo di rugby femminile 2014 parteciparono 12 federazioni, una delle quali — la Francia — Paese organizzatore e qualificata di diritto e altre cinque automaticamente ammessevi in base ai risultati ottenuti nella Coppa del Mondo di rugby femminile 2010 (Nuova Zelanda campione uscente, Inghilterra finalista, Australia, Stati Uniti e Canada rispettivamente 3ª, 5ª e 6ª classificata)).
Dei 6 posti rimanenti, uno ciascuno fu assegnato ad Africa e Asia e quattro furono assegnati cumulativamente a Europa e Oceania: infatti Samoa, l’unica rappresentante di quest’ultimo continente, contese un posto alla quarta delle europee.
In ordine di tempo le prime quattro qualificate furono quelle della zona euro-oceaniana, definite tra marzo (Irlanda e Galles) e aprile 2013 (Spagna e Samoa; il 7 settembre successivo si tennero sia la finale del campionato asiatico che lo spareggio africano che espressero le ultime due squadre, rispettivamente Kazakistan e Sudafrica.

## Criteri di qualificazione
Le qualificazioni riguardarono soltanto tre confederazioni continentali (Africa, Asia ed Europa).
- Africa (1 qualificata): la qualificazione riguardò tre squadre, Sudafrica, Kenya e Uganda. Queste ultime si incontrarono in un turno preliminare di andata e ritorno che coincise con la disputa della Elgon Cup 2013, trofeo che vedeva annualmente di fronte tali due compagini. La vincitrice affrontò il Sudafrica in turno unico per determinare la rappresentante continentale alla Coppa del Mondo[1].
- Asia (1 qualificata): il torneo di qualificazione riguardò 4 squadre che parteciparono al campionato asiatico femminile in programma dal 4 al 7 settembre 2013 ad Alma-Ata (Kazakistan); la vincitrice del torneo si qualificò alla Coppa del Mondo[1].
- Europa e Oceania (4 qualificate, di cui almeno 3 europee): stante l’automatica qualificazione di Francia e Inghilterra, le migliori due classificate tra le altre quattro squadre dei Sei Nazioni 2012 e 2013 (3 febbraio 2012 ― 17 marzo 2013), ovvero Galles, Irlanda, Italia e Scozia, accedettero direttamente alla Coppa del Mondo[1] rispettivamente come Europa 1 ed Europa 2; le altre due accedettero al trofeo di qualificazione FIRA che si tenne a Madrid (Spagna) dal 20 al 27 aprile 2013 e che si componeva anche di Spagna (come migliore della Pool A del campionato europeo 2012 tra le non qualificate alla Coppa del Mondo), Svezia e Paesi Bassi (rispettivamente vincitrice e finalista della Pool B del citato campionato europeo 2012) nonché Samoa dall’Oceania. La miglior europea di tale torneo accedette alla Coppa del Mondo come Europa 3; l’ultima squadra qualificata, se europea avrebbe acceduto come Europa 4, altrimenti come Oceania.

## Situazione prima degli incontri di qualificazione
| Fase                  | Africa                                  | Americhe                                             | Asia                                                                                | Europa | Oceania                                                       |
| --------------------- | --------------------------------------- | ---------------------------------------------------- | ----------------------------------------------------------------------------------- | --- | ------------------------------------------------------------- |
| Qualificate d’ufficio |                                         | - Canada (6ª WRWC 2010) - Stati Uniti (5ª WRWC 2010) |                                                                                     | - Francia (organizzatore) - Inghilterra (2ª WRWC 2010)                                                                                      | - Australia (3ª WRWC 2010) - Nuova Zelanda (campione uscente) |
| Esito qualificazioni  | Qualificata Africa                      |                                                      | Qualificata Asia                                                                    | Qualificata Europa 1 Qualificata Europa 2 Qualificata Europa 3 Qualificata Europa 4 OPPURE Oceania                                          | Qualificata Europa 4 OPPURE Oceania                           |
| Terzo turno           | - Sudafrica — Vincitrice Elgon Cup 2013 |                                                      | Vincitrice campionato asiatico 2013 - Giappone - Hong Kong - Kazakistan - Singapore | Prime due classificate del Trofeo FIRA 2013 tra: - Samoa - Spagna - Ultime due classificate del secondo turno - Qualificate dal primo turno |                                                               |
| Secondo turno         | Elgon Cup 2013: - Kenya — Uganda        |                                                      |                                                                                     | Migliori due della classifica combinata Sei Nazioni 2012 e 2013 tra: - Galles - Irlanda - Italia - Scozia                                   |                                                               |
| Primo turno           |                                         |                                                      |                                                                                     | Migliori due della Pool B del campionato europeo 2012 tra: - Finlandia - Paesi Bassi - Russia - Svezia                                      |                                                               |

## Qualificazioni Africa
Furono tre le squadre a partecipare alle selezioni africane: due di esse erano le rappresentative femminili delle confinanti Kenya e Uganda, che dal 2006 si incontravano annualmente in una competizione internazionale transfrontaliera chiamata Elgon Cup, la cui edizione 2013 funse da primo turno di qualificazione continentale.
La vincitrice di tale doppio confronto era destinata allo spareggio per la zona africana contro il Sudafrica, la terza squadra in lizza per il posto continentale alla Coppa del Mondo.
All’andata a Nairobi l’Uganda, pur perdendo, costruì le basi per la conquista della coppa e del turno, essendo riuscita a limitare il passivo a un punto (17-18) grazie a una meta nel finale che, se trasformata, avrebbe potuto perfino dare la vittoria alla squadra.
Nel ritorno a Kampala l’Uganda si impose 13-8 con due mete contro una, e guadagnò lo spareggio contro le sudafricane.
Il play-off della zona africana si tenne il 7 settembre 2013 in gara unica a Port Elizabeth in casa del Sudafrica che batté nettamente 63-3 le ugandesi e si qualificò per la competizione mondiale per la terza edizione consecutiva.

### Elgon Cup 2013
| Arbitro: | Marlize Jordaan |

|                                 |      |                           |
| Masinde 30’ Olando 44’ Awuor ?’ | mt   | 80’ Nakityo               |
| Remour 28’                      | c.p. | 20’, 36’, 50’, ?’ Kakaire |

| Arbitro: | Ben Crouse |

|                    |      |        |
| Nakityo Kanyunyuzi | mt   | Olando |
| Babirye            | c.p. | Remour |

### Play-offqualificazione
| Arbitro: | Jacky Husselmann |

|                                                                                            |      |         |
| M. Simmers M. Cronje (2) Mavumengwana Nojoko (2) Z. Jordaan Hofmeester Ntoyanto (2) Ngxatu | mt   |         |
| Z. Jordaan Nojoko (2) Rabie                                                                | tr   |         |
|                                                                                            | c.p. | Babirye |

### Verdetto
- Sudafrica: qualificato alla Coppa del Mondo per la zona Africa

## Qualificazioni Asia
Il torneo di qualificazione coincise con il campionato asiatico femminile 2013.
Quattro formazioni, Giappone, Hong Kong, Singapore e le padrone di casa del Kazakistan si incontrarono a eliminazione diretta; nella finale per il titolo prevalse per due punti (25-23) il Kazakistan sul Giappone guadagnando così titolo continentale e qualificazione.

### Verdetto
- Kazakistan: qualificato alla Coppa del Mondo per la zona Asia

## Qualificazioni Europa — Oceania
Le qualificazioni fondamentalmente riguardarono l’Europa, con Samoa aggregata nel secondo turno a un torneo organizzato a Madrid da FIRA — Associazione Europea di Rugby.
La squadra oceaniana guadagnò la qualificazione proprio all’ultima giornata del secondo turno di qualificazione, quando la Spagna batté 38-7 l’Italia e, oltre a qualificarsi, estromise le Azzurre dai primi due posti lasciando strada libera a Samoa che colse l’ultimo posto utile della zona.

### Primo turno
Alla Pool A, che assegnava il titolo continentale, parteciparono Francia, Inghilterra, Italia e Spagna; essendo le prime due già qualificate alla Coppa e prendendo parte l’Italia alle qualificazioni tramite il Sei Nazioni, la Spagna fu l’unica squadra ad accedere direttamente al terzo turno, accompagnata dalle prime due classificate della Pool B, la seconda divisione, che fu vinta dalla Svezia in finale sui Paesi Bassi.

### Classifica secondo turno
|   | Squadra | G  | V | N | P  | P+  | P-  | P±   | PT |
| - | ------- | -- | - | - | -- | --- | --- | ---- | -- |
| 1 | Irlanda | 10 | 8 | 0 | 2  | 197 | 67  | +130 | 16 |
| 2 | Galles  | 10 | 4 | 0 | 6  | 105 | 192 | -87  | 8  |
| 3 | Italia  | 10 | 3 | 0 | 7  | 94  | 225 | 131  | 6  |
| 4 | Scozia  | 10 | 0 | 0 | 10 | 15  | 252 | -237 | 0  |

### Classifica terzo turno

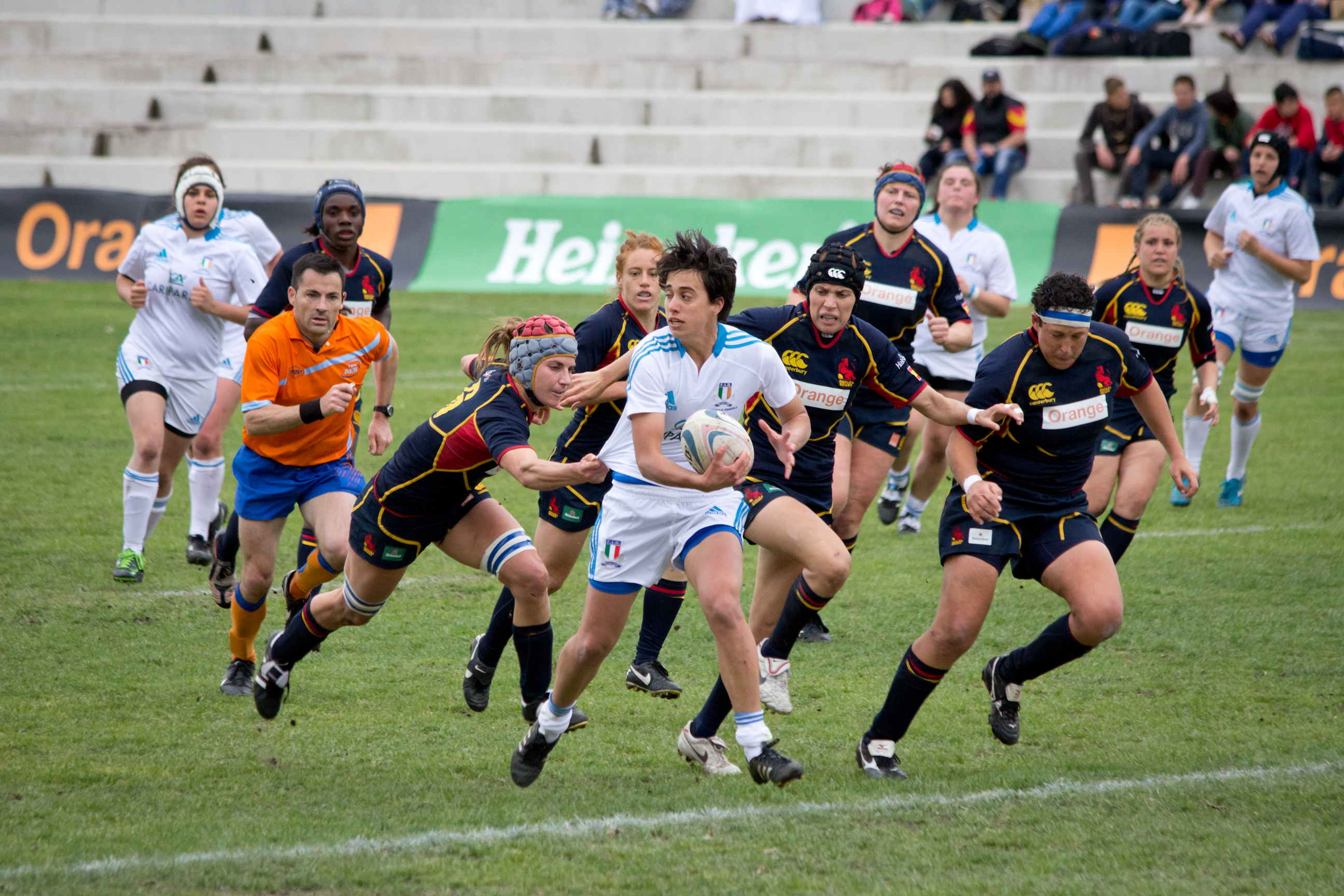
Una fase dell’incontro di qualificazione tra e a Madrid

|   | Squadra     | G | V | N | P | P+  | P-  | P±   | B | PT |
| - | ----------- | - | - | - | - | --- | --- | ---- | - | -- |
| 1 | Spagna      | 3 | 3 | 0 | 0 | 171 | 7   | +164 | 3 | 15 |
| 2 | Samoa       | 3 | 2 | 0 | 1 | 84  | 79  | +5   | 3 | 11 |
| 3 | Scozia      | 3 | 2 | 0 | 1 | 95  | 42  | +53  | 2 | 10 |
| 4 | Italia      | 3 | 2 | 0 | 1 | 99  | 63  | +36  | 1 | 9  |
| 5 | Paesi Bassi | 3 | 0 | 0 | 3 | 21  | 140 | -119 | 0 | 0  |
| 6 | Svezia      | 3 | 0 | 0 | 3 | 8   | 147 | -139 | 0 | 0  |

### Verdetto
- Irlanda: qualificata alla Coppa del Mondo come prima squadra europea
- Galles: qualificato alla Coppa del Mondo come seconda squadra europea
- Spagna: qualificata alla Coppa del Mondo come terza squadra europea
- Samoa: qualificata alla Coppa del Mondo per la zona Oceania

## Quadro completo delle qualificazioni
In grassetto le squadre ammesse al turno successivo.
| Fase                  | Africa                                  | Americhe                                             | Asia                                                                     | Europa                                                                                     | Oceania                                                       |
| --------------------- | --------------------------------------- | ---------------------------------------------------- | ------------------------------------------------------------------------ | ------------------------------------------------------------------------------------------ | ------------------------------------------------------------- |
| Qualificate d’ufficio |                                         | - Canada (6ª WRWC 2010) - Stati Uniti (5ª WRWC 2010) |                                                                          | - Francia (organizzatore) - Inghilterra (2ª WRWC 2010)                                     | - Australia (3ª WRWC 2010) - Nuova Zelanda (campione uscente) |
| Esito qualificazioni  | Qualificata Africa - Sudafrica          |                                                      | Qualificata Asia - Kazakistan                                            | Qualificata Europa 1 - Irlanda Qualificata Europa 2 - Galles Qualificata Europa 3 - Spagna | Qualificata Oceania - Samoa                                   |
| Terzo turno           | Spareggio africano - Sudafrica — Uganda |                                                      | Campionato asiatico 2013 - Giappone - Hong Kong - Kazakistan - Singapore | Trofeo FIRA 2013 - Italia - Paesi Bassi - Samoa - Scozia - Spagna - Svezia                 |                                                               |
| Secondo turno         | Elgon Cup 2013 - Kenya — Uganda         |                                                      |                                                                          | Sei Nazioni 2012 e 2013 - Galles - Irlanda - Italia - Scozia                               |                                                               |
| Primo turno           |                                         |                                                      |                                                                          | Campionato europeo 2012 Pool B - Finlandia - Paesi Bassi - Russia - Svezia                 |                                                               |